# Nicolas Lupot
Nicolas Lupot, född 1758 i Stuttgart, död 1824 i Paris, var en fransk fiolbyggare. Han lärde sig fiolbyggarhantverket av sin far François Lupot och flyttade 1794 till Paris. 1798 öppnade Nicolas Lupot sin egen verkstad i Paris.